# Kakony
Kakony est une ville et une sous-préfecture de la préfecture de Gaoual, dans la région de Boké, au nord-ouest de la Guinée.

## Population
En 2014, sa population était de 33 204 personnes.C'est une sous-préfecture qui se trouve à 70km de la préfecture de Gaoual à nord-Est en partant vers Télémele.
Kakony est une ville composé de peuls et peu de Diakanké la langue dominante est le poular